# 広瀬郡
- 令制国一覧 > 畿内 > 大和国 > 広瀬郡
- 日本 > 近畿地方 > 奈良県 > 広瀬郡

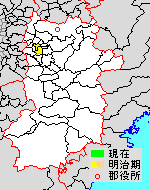
奈良県広瀬郡の範囲

広瀬郡（ひろせぐん）は、奈良県（大和国）にあった郡。

## 郡域
1880年（明治13年）に行政区画として発足した当時の郡域は、下記の区域にあたる。
- 北葛城郡広陵町・河合町の全域
- 大和高田市の一部（池尻・藤森）

## 歴史

### 古代

#### 郷
『和名類聚抄』に記される郡内の郷。
- 城戸
- 上倉
- 下倉
- 山守
- 散吉
- 下句

#### 式内社
『延喜式』神名帳に記される郡内の式内社。
| 神名帳                     | 神名帳                 | 神名帳 | 神名帳   | 比定社         | 比定社                     | 比定社 | 集成 |
| 社名                       | 読み                   | 格     | 付記     | 社名           | 所在地                     | 備考   | 集成 |
| -------------------------- | ---------------------- | ------ | -------- | -------------- | -------------------------- | ------ | ---- |
| 広瀬郡 5座（大1座・小4座） |                        |        |          |                |                            |        |      |
| 広瀬坐和加宇加乃売命神社   | ヒロセニ-              | 名神大 | 月次新嘗 | 廣瀬大社       | 奈良県北葛城郡河合町川合   |        |      |
| 讃岐神社                   | サヌキノ               | 小     |          | 讃岐神社       | 奈良県北葛城郡広陵町三吉   |        |      |
| 櫛玉比女命神社             | クシタマヒメノミコトノ | 小     |          | 櫛玉比女命神社 | 奈良県北葛城郡広陵町弁財天 |        |      |
| 穂雷命神社                 | ホノイカツチノ         | 小     |          | 穂雷神社       | 奈良県北葛城郡広陵町安倍   |        |      |
| 於神社                     | ウヘノ                 | 小     | 鍬       | 於神社         | 奈良県北葛城郡広陵町大塚   |        |      |
| 凡例を表示                 |                        |        |          |                |                            |        |      |

### 近世
「旧高旧領取調帳」に記載されている明治初年時点での支配は以下の通り。●は村内に寺社領が、○は村内に寺社除地が存在。（32村）
| 知行   | 知行               | 村数 | 村名 |
| ------ | ------------------ | ---- | --- |
| 藩領   | 大和郡山藩         | 23村 | ●○大垣内村、●赤部村、○川合村、○佐味田村、○城内村、○南村、薬井村、大野村、中村、古寺村、長楽村、○池部村、○寺戸村、○斎音寺村、笠村、山坊村、大輪田村、穴闇村、●○箸尾萱野村、弁才天村、的場村、大場村、○南郷村 |
| 藩領   | 郡山藩・伊勢久居藩 | 1村  | ○沢村 |
| その他 | 寺社領             | 8村  | ○池尻村、平尾村、疋相村、○安部村、大塚村、藤森村、○百済村、広瀬村 |

### 近代
- 慶応4年
  - 5月21日（1868年7月10日） - 寺社領・旗本領が奈良府の管轄となる。
  - 7月29日（1868年9月15日） - 奈良府が改称して奈良県（第1次）となる。
- 明治4年
  - 7月14日（1871年8月29日） - 廃藩置県により、藩領が郡山県、久居県の管轄となる。
  - 11月22日（1872年1月2日） - 第2次府県統合により、全域が奈良県の管轄となる。
- 明治9年（1876年）
  - 4月18日 - 第2次府県統合により堺県の管轄となる。
  - 大垣内村・赤部村・斎音寺村が合併して三吉村となる。（31村）
- 明治13年（1880年）4月15日 - 郡区町村編制法の堺県での施行により、行政区画としての広瀬郡が発足。添上郡奈良町に「奈良郡役所」が設置され、同郡および添下郡・山辺郡・平群郡とともに管轄したが、まもなく「添上添下山辺広瀬平群郡役所」に改称。
- 明治14年（1881年）2月7日 - 大阪府の管轄となる。
- 明治20年（1887年）11月4日 - 奈良県（第2次）の管轄となる。

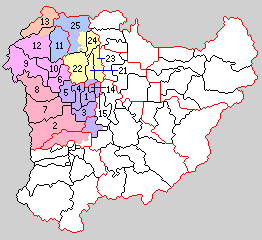
21.瀬南村 22.馬見村 23.百済村 24.箸尾村 25.河合村（紫：大和高田市 黄：広陵町 青：合併なし 1 - 15は葛下郡）

- 明治22年（1889年）4月1日 - 町村制の施行により、以下の町村が発足。特記以外は現・広陵町。（5村）
  - 瀬南村 ← 池尻村（現・大和高田市）、藤森村（現・大和高田市、北葛城郡広陵町）、南郷村、古寺村（現・広陵町）
  - 馬見村 ← 三吉村、疋相村、平尾村、安部村、大塚村、笠村
  - 百済村 ← 百済村、広瀬村
  - 箸尾村 ← 萱野村、的場村、弁財天村、南村、大場村、中村
  - 河合村 ← 川合村、長楽村、穴闇村、池部村（現・河合町）、沢村（現・広陵町）、佐味田村、山坊村、大輪田村、城内村、西穴闇村（現・河合町）、寺戸村、大野村（現・広陵町）、薬井村（現・河合町）
- 明治25年（1892年）2月12日 - 河合村の一部（沢・大野・寺戸）が箸尾村に編入。
- 明治30年（1897年）4月1日 - 郡制の施行のため、葛下郡・広瀬郡の区域をもって北葛城郡が発足。同日広瀬郡廃止。

## 行政
奈良郡長→堺県添上・添下・山辺・広瀬・平群郡長
| 代 | 氏名 | 就任年月日                | 退任年月日               | 備考         |
| -- | ---- | ------------------------- | ------------------------ | ------------ |
| 1  |      | 明治13年（1880年）4月15日 |                          |              |
|    |      |                           | 明治14年（1881年）2月6日 | 大阪府に移管 |

大阪府添上・添下・山辺・広瀬・平群郡長
| 代 | 氏名 | 就任年月日               | 退任年月日                | 備考         |
| -- | ---- | ------------------------ | ------------------------- | ------------ |
| 1  |      | 明治14年（1881年）2月7日 |                           |              |
|    |      |                          | 明治20年（1887年）11月3日 | 奈良県へ移管 |

奈良県添上・添下・山辺・広瀬・平群郡長
| 代 | 氏名 | 就任年月日                | 退任年月日                | 備考                           |
| -- | ---- | ------------------------- | ------------------------- | ------------------------------ |
| 1  |      | 明治20年（1887年）11月4日 |                           |                                |
|    |      |                           | 明治30年（1897年）3月31日 | 葛下郡との合併により広瀬郡廃止 |